# اسماک‌کوناک (پوسوف)
اسماک‌کوناک (به ترکی استانبولی: Asmakonak) یک منطقهٔ مسکونی در ترکیه است که در پوسوف واقع شده‌است.